# Xicha Hu
Xicha Hu (kinesiska: 西岔湖) är en sjö i Kina. Den ligger i provinsen Anhui, i den östra delen av landet, omkring 130 kilometer söder om provinshuvudstaden Hefei. Xicha Hu ligger 5 meter över havet. Arean är 3,0 kvadratkilometer. I omgivningarna runt Xicha Hu växer i huvudsak blandskog. Den sträcker sig 3,3 kilometer i nord-sydlig riktning, och 2,7 kilometer i öst-västlig riktning.
Genomsnittlig årsnederbörd är 2 207 millimeter. Den regnigaste månaden är juli, med i genomsnitt 355 mm nederbörd, och den torraste är januari, med 60 mm nederbörd.